# Adolf Rysler
Adolf Rysler (1893 - januari 1949) was een Zwitserse atleet. Hij nam deel aan de Olympische Zomerspelen van 1920. Bij de 4 x 100 meter

## Belangrijkste resultaten

### Olympische Zomerspelen
| Jaar | Plaats    | Discipline | Onderdeel             | Resultaten                                                                        |
| ---- | --------- | ---------- | --------------------- | --------------------------------------------------------------------------------- |
| 1920 | Antwerpen | Atletiek   | 100 m (m)             | eerste ronde: 5e (reeks 4)                                                        |
| 1920 | Antwerpen | Atletiek   | 4x100 m estafette (m) | eerste ronde: 4e (reeks 3)samen met: Josef Imbach Walter Leibundgut August Waibel |
| 1920 | Antwerpen | Atletiek   | verspringen (m)       | DNS                                                                               |

### Persoonlijke records
| Onderdeel | Tijd    | Jaar |
| --------- | ------- | ---- |
| 100 m     | 11,2 s. | 1917 |